# Knjiga mrtvih
Knjiga mrtvih je staroegipatski zbornik sastavljen od različitih religijsko-magijskih tekstova koji se u Egiptu polagao, zajedno s pokojnikom, u grob. 

## Pojava i značenje
U vrijeme Starog kraljevstva pojedina su poglavlja ispisivana na zidove grobnica. Hijeroglifi su sadržavali egipatsko poimanje prolaznosti ovozemaljskog života koji je samo preludij vječnoj zagrobnoj sreći. Po Knjizi mrtvih, faraon se nakon smrti pročisti od grijeha, prelazi rijeku smrti do laluovih poljana gdje boravi među blaženicima i izjednačuje se s Ozirisom. U početku namijenjena samo faraonima, ova je povlastica krajem Starog kraljevstva postala dostupna svima. Bitni su elementi obreda bili mumificiranje, "otvaranje usta" i zaštita mrtvog tijela. Svrha je sarkofaga da sačuva zemne ostatke pokojnikove, što je nužno za njegov vječni život. U Starom kraljevstvu na sarkofagu se ne pojavljuju likovi, ali je zato u Srednjem i Novom kraljevstvu prekriven magijsko-religijskim natpisima i slikama bogova zaštitnika. U Novom je kraljevstvu pisana na papirusu, a najljepši primjerci su urešeni raznobojnim slikama iz podzemnog života: prikaz Ozirusovog suda, upute i odgovori na pitanja što će ih pokojniku postaviti 42 božanstva koja sudjeluju u suđenju. Da bi se provjerilo "negativno priznanje", pod Anubisovim će se budnim okom na jednu stranu vage staviti pokojnikovo srce, a na drugu nojevo pero, simbol Ma'at, božice reda i istine. Kasnije su se čak serijski prepisivali za prodaju, a ostavljao se prazan prostor za naknadno upisivanje pokojnikovog imena.

## Poglavlja i formule
Knjiga mrtvih sastojala se od 165 poglavlja. Od 1. do 16. govore kako duše pokojnika mogu izaći iz grobnice po danu, kako se mogu vratiti u grobnicu te sadržavaju himne Rau i Ozirisu. Od 17. do 63. poglavlja opisuje se proces regenaricije koji omogućuje pokojniku izlazak na dan (formule o tome kako se pokojnik može pretvoriti u neku životinju ili čak božanstvo te u tom obliku izaći iz grobnice) te ta poglavlja sadrže i formule koje štite pokojnika od neprijatelja i opasnosti u zagrobnom životu. Od 64. do 129. poglavlja navode se postupci transfiguracije kojima pokojnik može težiti prije nego stupi pred sud u Ozirisovoj sudnici. Od 130. do 165. poglavlja sadrže formule koje mogu pretvoriti pokojnika u duha te pogrebne obrede koji se moraju izvesti (na zemlji) i formule za zaštitu mumije pomoću amuleta (također na zemlji). Svako poglavlje sastojalo se od mnogo formula koje su pomagale pokojniku u zagrobnom životu. Neka su se poglavlja sastojala od uputa za ljude na zemlji kako treba mumificirati pokojnika.

## Poveznice
- Umjetnost drevnog Egipta
- Iluminirani rukopisi

## Vanjske poveznice
- Egipatska knjiga mrtvih (engl.)